# 벳쇼씨
벳쇼씨(일본어: 別所氏 べっしょし[*])는 하리마의 센고쿠 다이묘를 배출한 씨족이다.
하리마의 슈고 다이묘 아카마츠씨의 서류이며, 본거지는 미키성이다.

## 아카마츠씨의 가신 시대
시조는 헤이안 시대, 아카마츠씨의 선조인 아카마츠 스에후사의 손자 아카마츠 (벳쇼) 요리키요로 알려져있다. 시간을 거쳐, 무로마치 시대에는 아카마츠 아츠미츠 (아카마츠 노리무라의 동생 엔코 또는 그의 아들)와 아카미츠 노리스케의 3남 아카마츠 모치노리가 벳쇼씨의 묘세키를 이었다. 예로부터 미키 부근을 거점으로 하여 현재의 미키성 터에서 벗어난 위치에 성을 지었다.
무로마치 시대 중기 이후, 카키츠의 난으로 인해 당주 아카마츠씨와 함께 벳쇼씨도 한때 쇠퇴하였으나, 오닌의 난으로 아카마츠씨가 세력을 회복하자, 벳쇼 노리하루는 미키성을 쌓고 초대 성주가 되었다. 그래서 노리하루는 벳쇼씨 중흥의 시조로 일컬어진다.

## 센고쿠 다이묘
노리하루의 손자 벳쇼 나리하루 대에 주인가문인 아카마츠씨와 그 슈고다이 우라가미씨가 대립하여 아카마츠씨의 세력이 쇠퇴의 길로 가기 시작하자, 나리하루는 히가시하리 3군을 지배하에 두고 있었던 것을 배경으로, 아카마츠씨로부터 독립해, 센고쿠 다이묘를 자처하기 시작했다. 나리하루는 무용(武勇)이 뛰어났기 때문에, 그 후에는 미요시씨나 아마고씨의 침공을 차례로 격퇴해 세력을 확대하고, 히가시반 8군 (미노우군, 아카시군, 카코군, 인나미군, 카사이군, 카토군, 타카군, 진토군)을 지배하는 벳쇼씨의 전성기를 구축했다.
그러나, 나리하루의 손자 나가하루 때, 오다 노부나가와 한때 의기투합하지만, 배신하고, 노부나가의 명을 받은 하시바 히데요시에 의해 공격을 받아, 유명한 "미키의 간살"을 당했다 (미키 전투). 나가하루는 2년 가까이 저항하였으나, 힘이 다해 1580년 (덴쇼 8년)에 자살하였고, 이로 인해, 센고쿠 다이묘로서의 벳쇼씨는 멸망하였다.

## 근세 다이묘
그 후, 나가하루의 3남 시게무네가 히데요시의 가신이 되어 타지마국 야기성주 (후의 탄바국 키타유라번주)로서 존속했다. 시게무네의 아들 요시하루 대에는 에도 막부 아래 키타유라번을 다스리게 되었으나, 1628년 (칸에이 5년)에 참근을 게을리하여 개역되었다. 후에 용서를 받은 모리하루나 시게무네의 다른 아들 계통은 하타모토가 되었다. 호에이 연간 나가사키 부교를 지낸 벳쇼 츠네하루는 그들의 자손에 해당한다.

## 그외
또한, 노리하루의 후손인 미키성주 벳쇼씨와는 별도로 니시하리마 리칸성 성주의 분가도 존재했지만, 이쪽도 종가와 똑같이 노부나가를 배신했기 때문에, 야마나카 유키모리에 의해 성이 함락되어 멸망하였다.
또, 미토번 2대 번주 도쿠가와 미츠쿠니의 양아버지 미키 유키츠구는 벳쇼 일족의 출신으로, 야스하루의 동생의 아들 (즉, 나가하루의 사촌동생)에 해당한다는 설이 존재하지만, 정설은 아니다.
아와 미키씨의 가전에 따르면, 벳쇼 나가하루의 숙부 벳쇼 하루유키의 아들 벳쇼 노리하루가 미키성 함락 때, 아와의 나카키라이우라로 도망쳐 남상(藍商)이 되었다고 하나, 확실한 증거는 없다.